# Pietro Badoglio
Pietro Badoglio, první vévoda z Addis Abeby, první markýz ze Sabotinu (28. září 1871, Grazzano Badoglio, Italské království – 1. listopadu 1956, Grazzano Badoglio, Itálie), byl italský generál (později maršál) během obou světových válek a předseda vlády Itálie, jakož i první místokrál Italské východní Afriky.

## Vojenská kariéra

### Rané italské koloniální války v Africe
Po studiích na vojenské akademii v Turíně od roku 1892 sloužil v italské armádě, nejprve jako poručík dělostřelectva, a zúčastnil se raných italských koloniálních válek v Eritreji (1896) a v Libyi (1912).

### První světová válka
V době počátku italské účasti v první světové válce měl hodnost podplukovníka, do hodnosti generála byl povýšen po své účasti na dobytí Monte Sabotino v květnu 1916 a v pozdních měsících roku 1917 byl jmenován zástupcem náčelníka štábu (Sottocapo di Stato Maggiore) přesto, že byl jedním z hlavních velitelů odpovědných za katastrofu během bitvy u Caporetta v říjnu 1917. Kvůli této porážce byl obviněn z různých stran za dispozice sil pod jeho velením před bitvou, ale vyšetřovací komise většinu těchto obvinění zamítla.
V letech po první světové válce, kdy zastával různé vysoké hodnosti v italské armádě, Badoglio vyvíjel trvalé úsilí při úpravě úředních dokumentů, aby zakryl svou roli v této porážce.

### Italská pacifikace Libye
Po válce byl Badoglio jmenován senátorem, ale nadále zůstával v armádě, kde byl pověřen speciálními úkoly v Rumunsku a USA v roce 1920 a 1921. Zpočátku byl odpůrcem Mussoliniho a po roce 1922 byl umístěn jako velvyslanec v Brazílii. Brzy poté, co změnil svůj politický názor, se vrátil do Itálie a zaujal vedoucí roli v armádě jako náčelník štábu od 4. května 1924. Dne 25. června 1926 byl povýšen do hodnosti maršála (Maresciallo d'Italia). Badoglio byl první guvernér Tripolska a Kyrenaiky (které později vytvořily italskou Libyi) od roku 1929 do roku 1933. Během této doby hrál důležitou roli (společně s Rodolfem Grazianim, náměstkem guvernéra Kyrenaiky) v porážce libyjských povstalců. Dne 24. ledna 1932 (na třetí výročí jeho jmenování) Badoglio vyhlásil konec libyjského odporu, poprvé od italské invaze v roce 1911.

### Italská invaze do Etiopie
Dne 3. října 1935 nahradil ve funkci velitele italských sil v Etiopii generála Emilia de Bono, protože průběh invaze do Etiopie považoval Mussolini za příliš pomalý.
Badoglio požádal a dostal svolení k použití chemických zbraní. Záminkou bylo údajné mučení a vražda sestřeleného italského pilota Tita Minnitiho během etiopského „vánočního útoku“. Proti etiopské armádě na severní frontě byl účinně nasazen yperit.
Badoglio velel italské invazní armádě v první bitvě u Tembienu, bitvě u Amba Aradam, druhé bitvě u Tembienu a bitvě u Shire. Dne 31. března 1936 porazil císaře Haile Selassieho, velícího poslední etiopské armádě na severní frontě, v bitvě u Maychew. Dne 26. dubna, kdy už prakticky žádné etiopské síly nekladly odpor ve směru na Addis Abebu, Badoglio zahájil svůj Pochod železné vůle, aby obsadil etiopské hlavní město a ukončil válku. 2. května Haile Selassie opustil zemi a 5. května 1936 již maršál Badoglio vedl vítězné italské vojáky do Addis Abeby.
Mussolini prohlásil krále Viktora Emanuela III. za habešského císaře a Etiopie se stala součástí italské východní Afriky. Při této příležitosti byl Badoglio jmenován prvním místokrálem a generálním guvernérem a povýšen do šlechtického stavu s vítězným titulem vévody z Addis Abeby.
Dne 11. června 1936 Rodolfo Graziani nahradil Badoglia jako místokrál a generální guvernér italské východní Afriky. Badoglio se vrátil ke svým povinnostem náčelníka generálního štábu. Podle časopisu Time začátkem června vstoupil do fašistické strany.

### Druhá světová válka
Badoglio byl náčelníkem generálního štábu po enormně dlouhou dobu od roku 1925 do roku 1940 a byl to on, kdo měl poslední slovo v celé struktuře ozbrojených sil včetně doktríny, výběru důstojníků a výzbroje. Nebyl nakloněn italsko-německému Ocelovému paktu a byl pesimista, co se týče šancí na úspěch Itálie v jakékoliv evropském konfliktu, ale nebyl proti rozhodnutí Mussoliniho a krále vyhlásit válku Francii a Velké Británii. Po špatných výsledcích italské armády v invazi do Řecka v prosinci 1940 odstoupil z funkce náčelníka generálního štábu a byl nahrazen Ugo Cavallerem.
Dne 24. července 1943, když Itálie utrpěla několik nezdarů v návaznosti na invazi na Sicílii, Velká fašistická rada vyslovila nedůvěru Mussolinimu. Následující den byl odstraněn z vlády králem Viktorem Emanuelem III. a zatčen. Dne 3. září 1943 generál Giuseppe Castellano podepsal příměří se Spojenci v Cassibile jménem Badoglia, který byl jmenován italským premiérem. Badoglio se obával potenciálně nepřátelské německé reakce na příměří a váhal ho formálně oznámit.
Dne 8. září byl dokument zveřejněn Spojenci, dříve než Badoglio mohl předat zprávy o příměří italským ozbrojeným silám. Jednotky armády, námořnictva i letectva byly obecně překvapeny příměřím a nepřipraveny na německé akce s cílem je odzbrojit. V časných ranních hodinách 9. září Badoglio, král Viktor Emanuel, někteří vojenští ministři a náčelník generálního štábu uprchli do Pescary a Brindisi pod ochranu Spojenců. Dne 23. září byla podepsána delší verze o příměří na Maltě. Dne 13. října Badoglio jménem Italského království oficiálně vyhlásil válku nacistickému Německu. V čele vlády stál po dobu dalších devíti měsíců, 9. června 1944 ho nahradil Ivanoe Bonomi.
Vzhledem ke zvýšenému napětí se Sovětským svazem v době studené války, v níž britská vláda považovala Badoglia za garanta antikomunistické poválečné Itálie, nebyl nikdy souzen za italské válečné zločiny spáchané v Africe.
Badoglio zemřel v Grazzano Monferrato v roce 1956.